# Union Pacific 3985
Az Union Pacific 3985 az American Locomotive Company által épített amerikai (2′C)C2′ h4 tengelyelrendezésű gőzmozdony, melyet az Union Pacific üzemeltetett. Egyike annak a két megmaradt Union Pacific Challenger mozdonynak, melyet nem selejteztek le, hanem megőriztek. A mozdonyt 1979 és 1981 áprilisa között újították fel.
2022. május 13-án a RRHMA gyűjtést indított annak érdekében, hogy elegendő pénzt gyűjtsön a 3985-ös és 5511-es pályaszámú gőzmozdonyok felújításához.[forrás?]